# ارزش‌های سیاسی ژاپن
ارزش‌های سیاسی ژاپن (انگلیسی: Japanese political values) معمولاً با یک حس قوی اجتماع و همبستگی گروهی و اهمیت ارتباطات شخصی و تصمیم‌گیری بر اساسی اجماع مشخص می‌شوند.

## کلیشه‌ها و نقد آنها
در رابطه با ارزش‌های ژاپنی، سیاست در ژاپن عموماً عمل‌گرایانه توصیف می‌شوند که توسط وفاداری‌های خاص محدود می‌شود و بر اساس «روابط انسانی» به جای ایدئولوژی یا اصول استوار است. رهبر اصلی ژاپنی به جای تجسم کاریزما یا آرمان‌ها، یک شبکه‌ساز است. بیشتر شبیه بنیان‌گذار حیله‌گر ،شوگون، توکوگاوا ایه‌یاسو، تا ظالم اما قهرمان اودا نوبوناگا. چنین پویایی‌های سیاسی مشهود است، برای مثال، در عملکرد حزب لیبرال دموکرات (ژاپن) که با وجود از دست دادن سه سال کنترل اکثریت در اوایل دهه ۱۹۹۰، قوی‌ترین حزب از سال ۱۹۵۵ باقی مانده است.
دیدگاه عمل‌گرایانه و شخصی‌گرایانه از سیاست نمی‌تواند نظامی‌گری ژاپن، بحران‌های سیاسی دهه ۱۹۶۰، جنجال‌های پیرامون امپراتور، اصل نهم قانون اساسی ژاپن یا عدم تمایل بسیاری در حزب سوسیال دموکرات (ژاپن)، با وجود یک سیاست عظیم هزینه، دست کشیدن از تعهد ضد جنگ و انقلابی خود در اوایل دهه ۱۹۹۰ را توضیح دهد.
همچنین نمی‌تواند باورهای ایدئولوژیک ظاهراً صادقانه دوران جنگ را توضیح دهد. «نظم جدید در شرق آسیای بزرگ» بر اساس اصول جهانی مانند پان‌آسیایی‌گرایی، «عدالت بین‌المللی» و «صلح دائم» مشروعیت یافت، حتی اگر نتایج کاملاً برعکس باشد.
ماهیت غیر ایدئولوژیک جریان اصلی سیاست ژاپن در دوره پس از جنگ بازتاب شکست در جنگ، شکست پس از ۱۹۴۵ در یافتن یک اجماع ایدئولوژیک ملی برای جایگزینی باورهای بی‌اعتبار دوران جنگ است، و تعهد نخبگان و ژاپنی‌های معمولی به گسترش اقتصاد و بالا بردن استانداردهای زندگی.
با دستیابی به این اهداف، یک «جامعه توده متوسط» راضی و عمدتاً غیرسیاسی (اصطلاحی که توسط اقتصاددان موراکامی یاسوسوکه ابداع شد) پدیدار شد، که در آن ۹۰ درصد مردم در نظرسنجی‌ها همواره خود را به عنوان «طبقه متوسط» طبقه‌بندی کردند.

## جامعه و رهبری
برخی از ویژگی‌های متمایز سیاست ژاپن را می‌توان شناسایی کرد، اگرچه این بدان معنا نیست که آنها منحصر به ژاپن هستند. در عوض، ویژگی‌هایی که در سایر نظام‌های سیاسی نیز یافت می‌شوند، مانند اهمیت ارتباطات شخصی و ایجاد اجماع، نقش فوق‌العاده مهمی در سیاست ژاپن ایفا کردند. این ویژگی‌ها ریشه‌های تاریخی عمیقی دارند و ارزش‌هایی را نشان می‌دهند که کل جامعه را فراگرفته است.
در هر دو دوره فئودالی و مدرن، یک مشکل عمده برای رهبران سیاسی ژاپن آشتی دادن اهداف بقای جامعه و رفاه و احترام به خود افراد در محیطی با کمبود شدید بوده است. در قرن‌های اخیر، ژاپن فاقد منابع طبیعی و فضای مناسب برای اسکان جمعیت خود بود. به استثنای هوکایدو و سرزمین‌های استعماری در آسیا بین سال‌های ۱۸۹۵ و ۱۹۴۵، هیچ مرزی برای جذب افراد اضافی وجود نداشت. یکی از راه حل‌ها نادیده گرفتن رفاه بخش بزرگی از مردم (دهقان (اروپا)ها و کارگران) و استفاده از زور در هنگام ابراز نارضایتی بود. چنین اقدامات اجباری، که در هر دو دوره دوره ادو و جنگ جهانی دوم رایج بود، تا حد زیادی، اگرچه نه به‌طور کامل، در «دولت رفاه» پس از جنگ ناپدید شدند (به عنوان مثال، اینکه کشاورزان از زمین خود بیرون رانده شوند تا یک فرودگاه جدید به نام فرودگاه بین‌المللی ناریتا در ناریتا سانریزوکا ساخته شود، در دهه ۱۹۷۰ پس از مذاکره‌های طولانی شکست خورد). اما روش‌های غیر اجباری یا عمدتاً غیر اجباری برای تضمین تبعیت مردمی به میزان فوق‌العاده‌ای در زندگی اجتماعی و سیاسی توسعه یافت.
مهم‌ترین چنین روشی ارتقای حس قوی آگاهی جامعه و همبستگی گروهی است. افراد ژاپنی اغلب دارای حس قوی از خودگذشتگی و فداکاری جامعه هستند (به ارزش‌های ژاپنی مراجعه کنید). مورخان و جامعه شناسان خاطرنشان می‌کنند که جوامع سنتی و مدرن ژاپنی - بوراکومین، هان (ژاپن) با دنباله سامورایی، خانه‌های تجاری بزرگ موجود در ادو (توکیو آینده)، اوساکا، و کیوتو قبل از ۱۸۶۸، و شرکت‌های مدرن و بوروکراسی با گروه‌های خود کارمندان مادام العمر - تلاش کرده‌اند همه چیز را فراگیر کنند. چنین گروه‌هایی کارکردهای مختلفی را برای فرد انجام می‌دهند و نه تنها درآمد و رزق و روزی بلکه حمایت عاطفی و هویت فردی را نیز فراهم می‌کنند. ژاپنی‌ها چنین فراگیری جامعه را «شیوه زندگی با گلدان اختاپوسی» (takotsubo seikatsu) نامیدند. گلدان‌های بزرگ با دهانه‌های باریک در بالا توسط ماهیگیران برای گرفتن اختاپوس استفاده می‌شود و این اصطلاح برای اشاره به افرادی استفاده می‌شود که آنقدر در گروه اجتماعی خاص خود پیچیده شده‌اند که نمی‌توانند جهان را خارج از محدوده آن ببینند.
با این حال، مدل «آگاهی گروهی» زندگی اجتماعی ژاپنی، گاهی بیش از حد تحت فشار بوده است. یک فرد ممکن است اغلب با خواسته‌های گروهی همراه باشد زیرا آنها در درازمدت به نفع شخصی خود خدمت می‌کنند (به عنوان مثال، مشارکت‌های سیاسی ممکن است به جلب رضایت آتی از سوی افراد مسئول کمک کند). از لحاظ تاریخی، مفاهیم دموکراتیک حقوق فردی و حکومت محدود عمیقاً جذاب بوده است، زیرا آنها نیز قول حمایت از خودمختاری فردی را می‌دهند. با وجود سنت‌های اخلاقی و سیاسی بسیار متفاوت، مردم ژاپن نسبت به ایده‌های لیبرال وارداتی چه قبل و چه بعد از سال ۱۹۴۵ بسیار پذیرا بودند. برای مثال، مقاله جان استوارت میل، در طول دوره میجی، درباره آزادی بسیار محبوب بود.
از آنجا که مقاومت فردی، معمولاً منفعلانه، در برابر خواسته‌های گروهی رخ می‌دهد، رهبران ژاپنی ایجاد حس اجتماعی قوی را کاری دشوار و زمان‌بر دانسته‌اند. هماهنگی (وا (ژاپن)، که با ارزش‌ترین ارزش اجتماعی است، به راحتی به دست نمی‌آید. یکی از مکانیسم‌های دستیابی به وا، استفاده از آیینها برای ایجاد حس روان‌شناختی گروه هویت فرهنگی است. احزاب و جناح‌های سیاسی، دفاتر دولت‌های ملی و محلی، مشاغل، بخش‌های دانشگاه، گروه‌های تحقیقاتی، انجمن‌های فارغ‌التحصیلان و سایر گروه‌ها از مراسم‌های مکرر و مهمانی‌های غیررسمی‌تر برای این منظور حمایت می‌کنند. تاریخ و هویت یک گروه به دقت از طریق استفاده از آهنگ‌ها و نمادها ساخته می‌شود (اغلب شبیه به شکل مینیاتوری، ایجاد نمادهای کوکوتای توسط دولت میجی در اواخر قرن نوزدهم). غالباً بنیان‌گذار یک سازمان، به ویژه اگر فوت کرده باشد، چیزی شبیه یک حکیم یا یک شینتو کامی (خداوند) در نظر گرفته می‌شود. با این حال، اعضای گروه ممکن است متوجه شوند که تشریفات فراگیر به آنها این امکان را می‌دهد که در پایان راهپیمایی‌های سیاسی، بدون تعهد عمیق‌تر، «از طریق حرکت» (مانند سرود بانزای! (ده‌هزار سال!) به گروه عبور کنند.
مکانیسم دوم برای ترویج همبستگی جامعه، ایجاد روابط سلسله مراتبی است. در این عمل، تأثیر اخلاق پیشامدرن به آسانی آشکار می‌شود. در آنچه که انسان‌شناس ناکانه چی «جامعه عمودی» ژاپن می‌نامد، روابط انسانی بر حسب عدم تعادل تعریف می‌شود.
سلسله مراتب خود را در دو بعد بیان می‌کند: اول، تمایز جامعه داخلی از رتبه بر اساس ارشدیت، تحصیلات و موقعیت شغلی. و دوم، تمایز بین «خودی» و «خارجی»، بین اعضا و غیر اعضای جامعه، همراه با رتبه‌بندی کل گروه‌ها یا جوامع در امتداد یک زنجیره عمودی.
اگرچه سلسله مراتب درونی می‌تواند باعث شود ازخودبیگانگی اجتماعی شود و فرودستان زیر اقتدار مافوق‌های خود خونشان به جوش آید.
نوع خارجی سلسله‌مراتب تمایل به تقویت انسجام گروه دارد، زیرا اعضای فردی برای بهبود رتبه نسبی گروه خود تلاش می‌کنند. ملت ژاپن به عنوان یک کل به عنوان یک گروه واحد از سوی مردم آن در ارتباط با سایر ملل دیده می‌شود. [ملی‌گرایی] شدید غالباً مظهر تمایل اعضای گروه به «برداشتن و سبقت گرفتن» از کشورهای پیشرفته («برتر») غرب بوده است، در حالی که حقوق ملل غیر غربی مانند چین یا کره (کشور)، که اغلب به عنوان «فرق پایین» دیده می‌شود، نادیده گرفته شده‌اند.
با این حال، مانند آگاهی گروهی، موضوع سلسله مراتب بیش از حد مورد تأکید قرار گرفته است. سیاست معاصر ژاپن آگاهی قوی از برابری نشان می‌دهد، و حتی جوامع سنتی، مانند روستاهای روستایی، اغلب برابری طلب بودند تا سلسله مراتبی. جنبش‌های شهروندان دهه‌های ۱۹۶۰ و ۱۹۷۰ با سازمان‌های سیاسی قدیمی‌تر در تعهدشان به ترویج دموکراسی درون گروهی متفاوت بود. امپراتور آکی‌هیتو در خطاب به ملت، از اصطلاحات ژاپنی محاوره‌ای استفاده می‌کرد که بر برابری تأکید می‌کرد، به جای زبان رسمی و مملو از سلسله مراتب پیشینیانش.